# Merchina Peris Arraez
Merchina Peris Arraez (Valencia, 1960) es una exfutbolista española, considerada como la primera en marcar un gol en un partido disputado en el Campo de Mestalla, si exceptuamos a las pioneras de los años 1930.
Hija del dirigente Vicente Peris, formaba parte de la Selección Valencia, el equipo de fútbol femenino vinculado al Valencia Club de Fútbol. El 10 de septiembre de 1970 disputó un partido en Mestalla, previo al Trofeo Naranja. En aquel partido, Merchina, de 10 años, marcó el primer gol del partido.
En los años 1980 jugó en Distrito 10, en aquel momento el principal club de fútbol sala de Valencia.